# Vyšné Matejkovo
Vyšné Matejkovo – dolina w Wielkiej Fatrze na Słowacji. Jest orograficznie lewym odgałęzieniem kotliny Revúcke podolie. Prawe zbocza doliny tworzy północno-zachodni i południowo-wschodni grzbiet Smrekovicy (1530 m), lewe wschodni grzbiet Małej Smrekovicy (Malá Smrekovica, 1485 m). Dolina jest kręta i całkowicie porośnięta lasem. Opada w kierunku wschodnim i uchodzi na Revúcke podolie w osadzie Podsuchá, przy drodze krajowej 59, na wysokości około 560 m. Jej dnem spływa potok Vyšný Matejkov, a wzdłuż niego lewymi lub prawymi zboczami doliny prowadzi asfaltowa droga aż na główny grzbiet Wielkiej Fatry do hotelu „Granit" położonego na wysokości około 1330 m. Znajduje się przy nim bezpłatny parking.
Dolina znajduje się w otulinie Parku Narodowego Wielka Fatra, ponadto wytyczono w niej dwa obszary dodatkowej ochrony. Jednym z nich jest rezerwat Matejkovský kamenný prúd obejmujący koryto potoku i fragment lewych zboczy z licznymi odsłonięciami wapiennych skał, drugim leśny rezerwat przyrody Smrekovica na lewych zboczach Smrekovicy.
Asfaltową drogą prowadzi znakowany niebiesko szlak turystyki pieszej i rowerowej. Na grzbiecie Wielkiej Fatry, przy hotelu „Smrekovica" krzyżuje się on z zielonym szlakiem biegnącym głównym grzbietem Wielkiej Fatry.
Tuż po północnej stronie jest druga, równoległa dolina – Nižné Matejkovo.

## Szlaki turystyczne
Podsuchá – Vyšné Matejkovo – Močidlo, hotel Smrekovica. Odległość 8 km, suma podejść 775 m, czas przejścia: 2.45 h, ↓ 2 h.

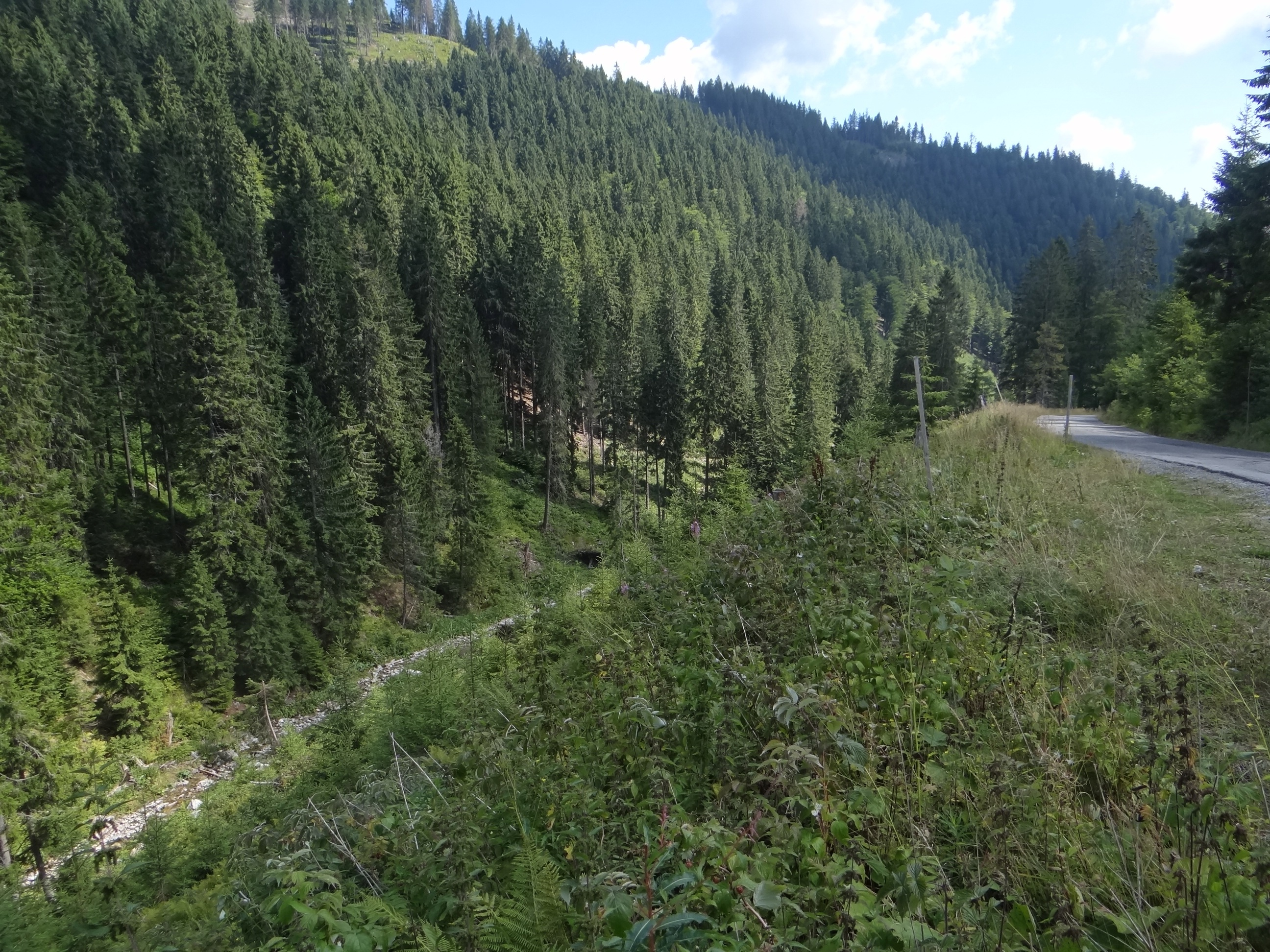
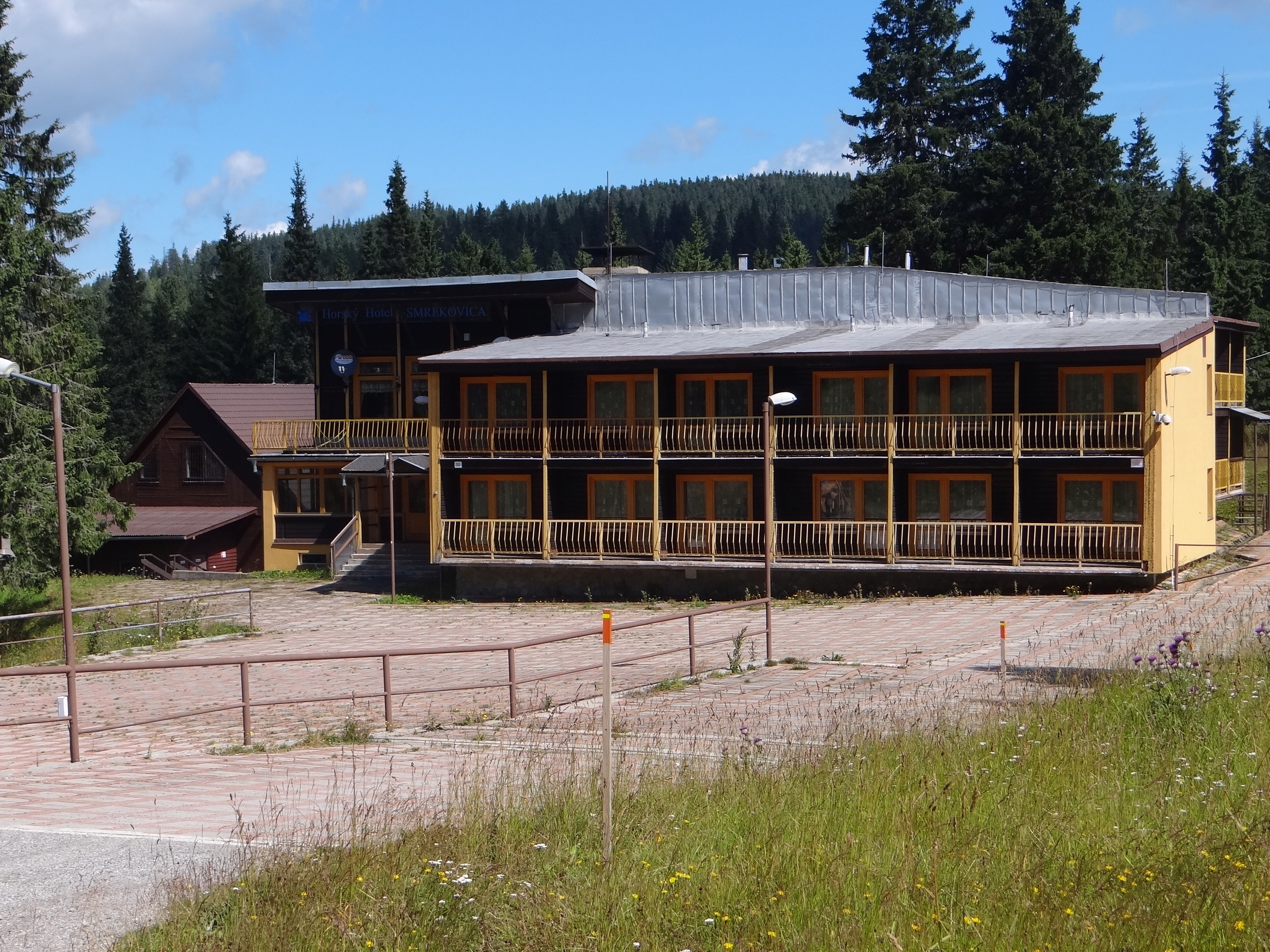
Hotel Smrekovica
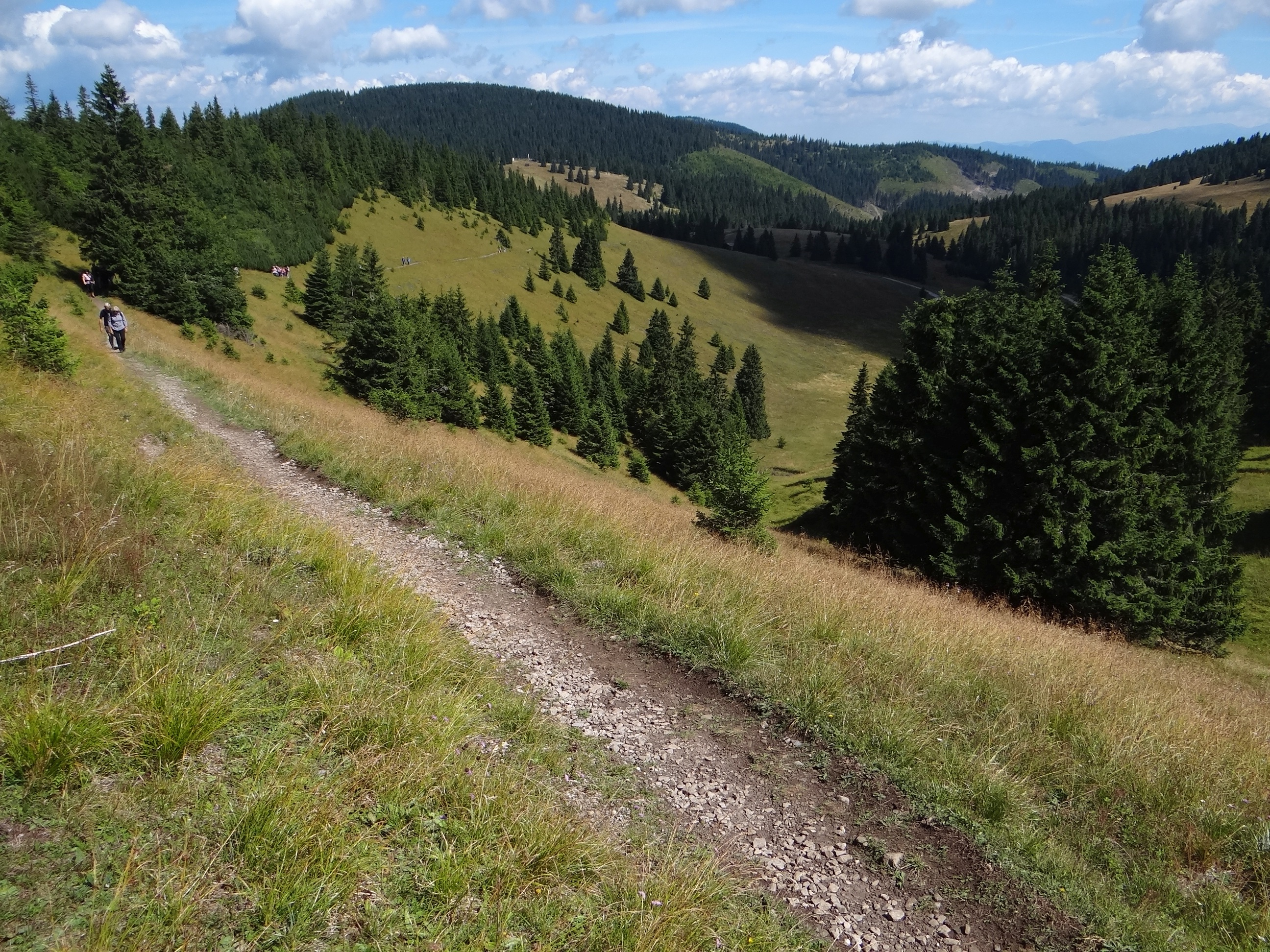
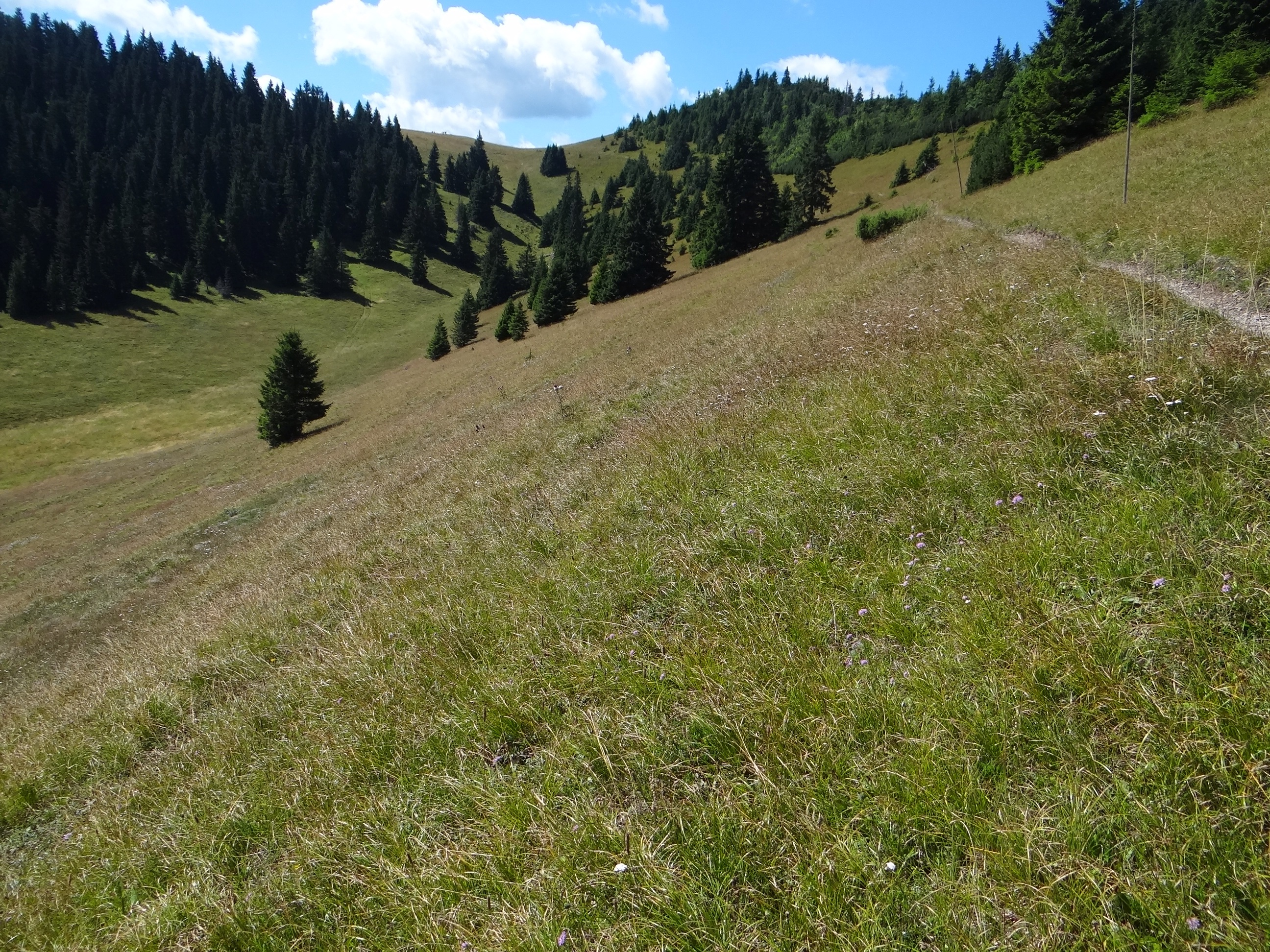